# Historischer Kompromiss
Historischer Kompromiss (italienisch compromesso storico) ist die Bezeichnung für eine strategische politische Linie in Italien, die 1973 vom damaligen Sekretär des Partito Comunista Italiano (PCI), Enrico Berlinguer, entwickelt und von Aldo Moro auf der Seite der Democrazia Cristiana stark befürwortet wurde.
Im Rahmen des Historischen Kompromisses entschloss sich der PCI zur Zusammenarbeit mit den bedeutendsten im Parlament vertretenen demokratischen Parteien (Democrazia Cristiana, Partito Socialista Italiano). Bei dieser Kollaboration sollte nach einem möglichst breiten Konsens innerhalb der demokratischen Institutionen gesucht und durch die Verwirklichung einer Reformpolitik autoritären Tendenzen vorgebeugt werden.
Konkret führte die strategische Linie zu einer Duldung der Minderheitsregierung der Nationalen Solidarität unter Ministerpräsident Giulio Andreotti 1978. Eine unbeabsichtigte Folge des Historischen Kompromisses war die weitere Radikalisierung von sowohl linken als auch rechten militanten Gruppen, die den vom PCI eingeschlagenen Kurs entweder als unzureichend ablehnten oder die Beteiligung der Kommunisten an der Regierung generell zu verhindern suchten.
Als Folge dieser Radikalisierung und Verhinderungsstrategie wurde einer der beiden Hauptakteure des Historischen Kompromisses, der ehemalige Ministerpräsident und Vorsitzende der Democrazia Cristiana, Aldo Moro, von der kommunistischen Terrororganisation Rote Brigaden (BR) 1978 ermordet.
Der von Berlinguer und Moro gedachte Historische Kompromiss kam dadurch nie zustande.
Verwirklicht wurde er, unter ganz anderen Rahmenbedingungen und Bezeichnungen, erst nach dem Ende des Ostblocks: durch die Spaltung der Kommunistischen Partei Italiens 1991 und der Umbenennung der sich sozialdemokratisierenden Hauptrichtung in Partito Democratico della Sinistra (Demokratische Partei der Linken) sowie durch die Auflösung der Democrazia Cristiana im Zuge von Korruptionsvorwürfen.
Die Mehrheitsströmungen beider Parteien, die sich in neuen Parteien konstituierten, gingen 1996 das Wahlbündnis L’Ulivo ein, aus dem 2007 der neue, gemeinsame Partito Democratico (PD) hervorging.